# Leotia
Leotia Pers. (patyczka) – rodzaj grzybów z rodziny Leotiaceae.

## Systematyka i nazewnictwo
Pozycja w klasyfikacji według Index Fungorum: Leotiaceae, Leotiales, Leotiomycetidae, Leotiomycetes, Pezizomycotina, Ascomycota, Fungi.
Synonimy nazwy naukowej: Cucullaria Corda, Fungodaster Haller ex Kuntze, Hygromitra Nees.
Polska nazwa według M.A. Chmiel.
Gatunki występujące w Polsce:
- Leotia atrovirens Pers. 1822 – patyczka czarnozielona
- Leotia lubrica (Scop.) Pers. 1797 – patyczka lepka

Nazwy naukowe na podstawie Index Fungorum. Uwzględniono tylko gatunki zweryfikowane. Nazwa polska według M.A. Chmiel.